# Peckia nephele
Peckia nephele är en tvåvingeart som först beskrevs av Guilherme A.M.Lopes 1941.  Peckia nephele ingår i släktet Peckia och familjen köttflugor. Inga underarter finns listade i Catalogue of Life.